# La Calotterie
La Calotterie (también, La Caloterie) es una comuna francesa situada en el departamento de Paso de Calais, en la región de Alta Francia.

## Demografía
| 355 | 332 | 357 | 401 | 550 | 559 | 614 |
| Para los censos de 1962 a 1999 la población legal corresponde a la población sin duplicidades (Fuente: INSEE [Consultar]) |     |     |     |     |     |     |